# Rigó Sándor
Rigó Sándor (Budapest, 1965. december 14. –) szaxofonművész és -tanár, dzsesszmuzsikus.

## Pályafutása
1981 és ’85 között a budapesti Bartók Béla Zeneművészeti Szakközépiskola klarinét szakán Kraszna László növendéke volt. A végzés után a Liszt Ferenc Zeneművészeti Főiskola győri tagozatán szerzett klarinét művész-tanári képesítést. 1991-től egy évtizeden át volt a Bécsi Zene- és Előadóművészeti Egyetemen Oto Vrhovnik klasszikusszaxofon-tanítványa. 2001-ben kitüntetéssel kapott magiszteri fokozatot. 2009-ben ugyanezen az egyetemen zenetanári bakkalaureátust szerzett. Dzsessztanára Martin Fuss volt. Több neves művész mesterkurzusán (pl. Jean-Marie Londeix, Marcus Weiss) vett részt.
Kamarakoncertek mellett szólistája volt a Győri Filharmonikus Zenekarnak. Állandó zongorakísérőjével, Christina Leeb-Grill-lel Európa-szerte és Észak-Amerikában mutatják be a szaxofonirodalom elfeledett szerzőit és műveit. A 2000-es évektől rendszeresen játszik dzsesszt (saját formációi a Quartetorigo, valamint a Sándor Rigó Quartet) és világzenét.
Már 1988-tól tanít. Előbb a csornai, majd a győri zeneiskolában. A már Bécsben élő művész kezdetben az ottani Volkhochschuléban, jelenleg a Vienna Konservatoriumban tanár. Rendszeresen tart mesterkurzusokat és versenyek zsűritagja.
Hangszerére átiratokat, saját kompozíciókat és pedagógiai darabokat ír.

## Diszkográfia
- Szemző Tibor: A Lelkiismeret – Narratív kamaradarabok (Borbély Mihály, Fekete-Kovács Kornél, Gőz László, Ittzés Gergely, Danubius vonósnégyes stb.) (1993) Leo Records LR 185
- Building Bridges 2 – Open Roads (Daniel Tschida, Eric Lary, John Kofi Donkor) BMG 220-061-2
- Paul Bonneau: Művek szaxofonra és zongorára (Barbara Lančančová) (2005) Hungaroton
- Carole Alston – Tribute To A Blue Lady (Carole Alston, Bernd Satzinger, Uli Dattler stb.) (2005)
- Pierre-Max Dubois: Divertissement. Szaxofon–zongora művek. (Christina Leeb-Grill) (2008) Hungaroton HCD 32584